# Волчеярская
Волчеярская (укр. Вовчоярська) — пассажирская и грузовая железнодорожная станция города Лисичанск. Относится к Луганскому отделению Донецкой железной дороги. Линия не электрифицирована. Через станцию ходят пригородные дизель-поезда, но до мая 2014-года через станцию ходили также пассажирские поезда дальнего следования.

## История

### Ранняя история станции
История железнодорожной станции тесно связана со строительством большого количества промышленных предприятий в городе Лисичанск. В городе возникла проблема доставки продукции в другие регионы государства, в связи с чем и было решено строить железную дорогу в данном регионе. Более того, одним из тех, кто призывал к строительству железной дороги в Лисичанске, был Дмитрий Менделеев.
Участок железной дороги Лисичанск — Купянск — Попасная, на котором расположена станция Волчеярская, был построен 3 мая 1879, а вот сама станция открылась немного позже – в 1907 году  .
Участок железной дороги, где расположена станция, как и вся тогдашняя Донецкая каменноугольная железная дорога, был построен акционерным обществом «Донецкая дорога», владельцем которого был русский промышленник и меценат Савва Иванович Мамонтов.
Особо активное движение поездов по станции наблюдалось в период 70-х – 80-х годов XX столетия. В связи с этим возник проект электрификации участка Сватово – Попасная, который впоследствии оказался неосуществлённым.

### Современная история станции
После распада СССР начались массовые отмены пригородных поездов по всей Донецкой железной дороге. В связи с этим количество пригородных поездов, следовавших через станцию, значительно уменьшилось.
Учитывая, что проект электрификации станции остался неосуществленным, «Укрзализныця» неоднократно планировала отменить движение пассажирских поездов дальнего следования через станцию (последний раз – в 2012 году), и перенаправить их в объезд по электрифицированным линиям. С учётом того, что пассажиропоток на всей линии Сватово – Попасная достаточно высокий, в конечном итоге пассажирское сообщение через станцию сохранилось.

### Станция во времена вооружённого конфликта на востоке Украины
Военные события, происходящие на востоке Украины с весны 2014 года, не могли не повлиять на работу станции. Начиная с 22 мая 2014 года «Укрзализныця» на неопределённый срок закрыла движение всех поездов на участке Сватово – Лисичанск в связи с блокировкой железнодорожного моста на 942-м километре перегона Насветевич – Рубежное. Таким образом, все пассажирские поезда дальнего следования начали курсировать в объезд станции. 5 июня 2014 года вышеуказанный железнодорожный мост был взорван.
Что касается пригородного следования, то изначально планировалось частично сохранить его до станции Попасная, а вместо станции Сватово ограничится станцией Переездная. Однако на деле этого не произошло - и в результате пригородное сообщение, как и дальнее, было отменено полностью.
Постепенно ситуация в городе начала стабилизироваться, но восстановить пассажирское сообщение из-за взорванного моста было невозможно. Но, учитывая потребность местных жителей в железнодорожном сообщении,
«Укрзализныця» 6 сентября 2014 года за свой счёт начала ремонт моста. Через несколько недель, 23 сентября ремонт моста был завершен, и уже на следующий день после длительного перерыва на станцию вновь прибыл первый пригородный поезд – и пригородное движение было восстановлено до станции Сватово и станции Венгеровка.
Возобновление движения пассажирских поездов дальнего следования через станцию не планировалось, поскольку в городе Лисичанск дальнее сообщение присутствует.
Начиная с 21 ноября 2014 года все пригородные поезда, следующие через станцию, вновь были полностью отменены. Причина отмены кроется в отсутствии финансирования государственного предприятия "Донецкая железная дорога". Немного позднее, ряд СМИ распространили информацию о возобновлении кусрирования пригородных поездов через станцию с 28 ноября, однако на деле этого не произошло. При этом возобновление движения пригородных поездов через станцию в дальнейшем не планируется.
29 декабря 2014 года был зарегистрирован законопроект, согласно которому станция и часть инфраструктуры Донецкой железной дороги, которая расположена на подконтрольной Украине территории, временно должна быть передана Приднепровской и Южной железным дорогам. В частности, моторвагонное депо Сватово, на балансе которого находится подвижной состав, совершающий пригородное сообщение через станцию Волчеярская, а также сама станция Волчеярская, должны быть переданы под управление Южной железной дороги.

## Дальнее следование по станции
Согласно графику движения пассажирских поездов на 2014/2015 года, через станцию должны были курсировать две пары поездов:
- №125/126 "Луганск - Киев";
- №143/144 "Донецк - Санкт-Петербург".

Однако в связи с военным конфликтом на востоке Украины и разрушением железнодорожного моста на 942 км перегона Насветевич-Рубежное все поезда изменили маршрут и следуют в объезд станции.
В данный момент пассажиры, предпочитающие ранее эту станцию для посадки в поезда дальнего следования, имеют возможность воспользоваться услугами станций Лисичанск и Рубежное
| № поезда | Маршрут движения         | № поезда | Маршрут движения         |
| -------- | ------------------------ | -------- | ------------------------ |
| 125      | Луганск — Киев           | 126      | Киев — Луганск           |
| 143      | Донецк — Санкт-Петербург | 144      | Санкт-Петербург — Донецк |

## Пригородное сообщение по станции
Согласно графику движения пригородных поездов на 2014/2015 года, через станцию должны были курсировать 10 дизелей:
- 5 дизелей в направлении станции Сватово;
- 4 дизеля в направлении станции Попасная;
- 1 дизель в направлении станции Луганск.

Однако в связи с военным конфликтом на востоке Украины и разрушением железнодорожного моста на 942 км перегона Насветевич-Рубежное на протяжении длительного времени все пригородные поезда были отменены. При этом планировалось частично сохранить пригородное сообщение до станций Попасная и Переездная, но на деле это осуществлено не было. Тем не менее, начиная с 24 сентября пригородное сообщение было частично возобновлено. Через станцию кусрировали:
- 2 дизеля в направлении станции Сватово;
- 2 дизеля в направлении станции Венгеровка.

Несмотря на сравнительно спокойную ситуацию в регионе, начиная с 21 ноября движение пригородных поездов остановлено вновь в связи с дефицитом топлива и отсутствия финансирования государственного предприятия "Донецкая железная дорога". Ряд СМИ распространил информацию о возобновлении движения поездов начиная с 28 ноября, однако данная информация оказалась ложной, в связи с чем пригородное сообщение возобновлено так и не было. В ближайшее время возобновление движения пригородных поездов через станцию не планируется, поскольку в самом городе Лисичанск оно производится, но не доезжая до станции Волчеярская.